# الفن المفيد
تعتمد الفنون المفيدة أو التقنيات المفيدة على مهارات واساليب عملية مثل التصنيع والحرف اليدوية. وكان العصر الفيكتوري وما قبله معنى للفنون الجميلة وممارستها.
يستخدم مصطلح «الفنون المفيدة» في دستور الولايات المتحدة، المادة الأولى، القسم 8، البند 8 الذي هو أساس قانون براءات الاختراع وحقوق النشر في الولايات المتحدة لتعزيز تقدم العلوم والفنون المفيدة، يتم تأمين الحق الحصري للمؤلفين والمخترعين وذلك بالحق الحصري لهم في كتاباتهم واكتشافاتهم.
ووفقًا للمحكمة العليا الأمريكية، فإن عبارة «الفنون المفيدة» تشير إلى الاختراعات، هناك جدل في المحكمة حول ما إذا كان هذا يشمل أساليب العمل أم لا. ينص القاضي أنطوني كينيدي على أن "قانون البراءات يترك إمكانية وجود بعض اساليب العمل على الأقل والتي يمكن وصفها بشكل عادل كطرق عمل تكون ضمن موضوع قابل للبراءة بموجب المادة 101. ومع ذلك، اختلف معه القاضي ماير لأنه لم يعتبر طريقة العمل المزعومة ضمن الفنون المفيدة.